# مداولة (سلسلة)
مداولة هي سلسلة قانونية تثقيفية اجتماعية مغربية من تقديم القاضية «رشيدة أحفوض» على القناة الأولى.
تستمد سلسلة «مداولة» حلقاتها من وحي الملفات التي تدور في ردهات المحاكم، وتعيد صياغتها في قالب سينمائي.
يهدف برنامج مداولة إلى توعية المشاهدين بمشاكل القضاء ويطرح ملفات وقضايا من واقع المحاكم المغربية. وقد لقي البرنامج شهرة واسعة، بسبب مشاركة نخبة من الممثلين في تمثيل وقائع القضايا.

## أبرز الممثلين المشاركين
- رشيد الوالي
- محمد البسطاوي
- عبد الرحيم المنياري
- عبد الإله عاجل
- فاطمة وشاي
- سعاد صابر
- صلاح الدين بنموسى
- ميلود الحبشي
- طارق البخاري
- نعيمة بوحمالة
- لطيفة أحرار
- نبيلة حرفان
- آمال صقر
- جواد السايح
- صالح بن صالح
- مريم الكرع

## وصلات خارجية
- مداولة على موقع IMDb (الإنجليزية)

- صفحة المسلسل على الموقع الرسمي لقناة الأولى
- مداولة على موقع IMDb